# Jerkin

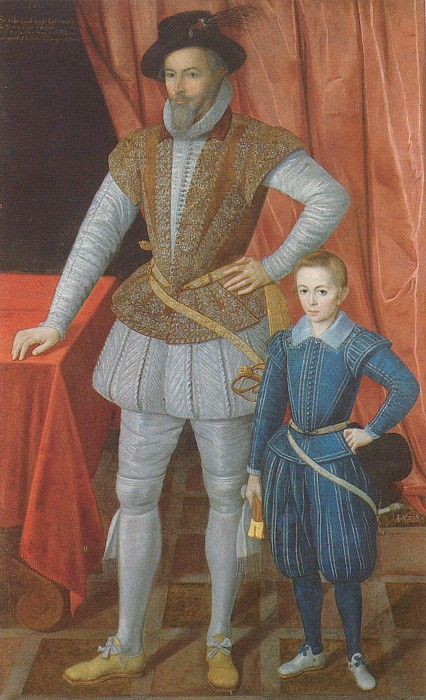
Mannen bär brun jerkin över ljusblå doublet. Pojken bär en blå jerkin över en doublet i samma färg.

Jerkin var ett klädesplagg modernt i Europa under 1500- och 1600-talen. Det bestod av en figurnära väst gjord för att bäras över en doublet. Jerkin hade löstagbara ärmar, som kunde bäras slitsade över doubletens ärmar, men bars ofta utan ärmar, för att visa doubletens ärmar i kontrasterande färg. Den kunde också ha skört. 
Det var till en början ett mansplagg, men under andra hälften av 1500-talet, när överdelen av klädedräkten såg likadan ut för båda könen och kvinnor också bar doublet, kunde följaktligen även kvinnor bära den jerkin som bars till doublet. 